# Vogelreservaat Westeinde
Vogelreservaat Westeinde is een weidevogelreservaat en het is gelegen tussen de A4, Stompwijk en Westeinde, in de Groote Westeindsche Polder (-1.5 NAP). In de volksmond wordt het De Hel genoemd.
Het is in beheer van Staatsbosbeheer.

## Foto's

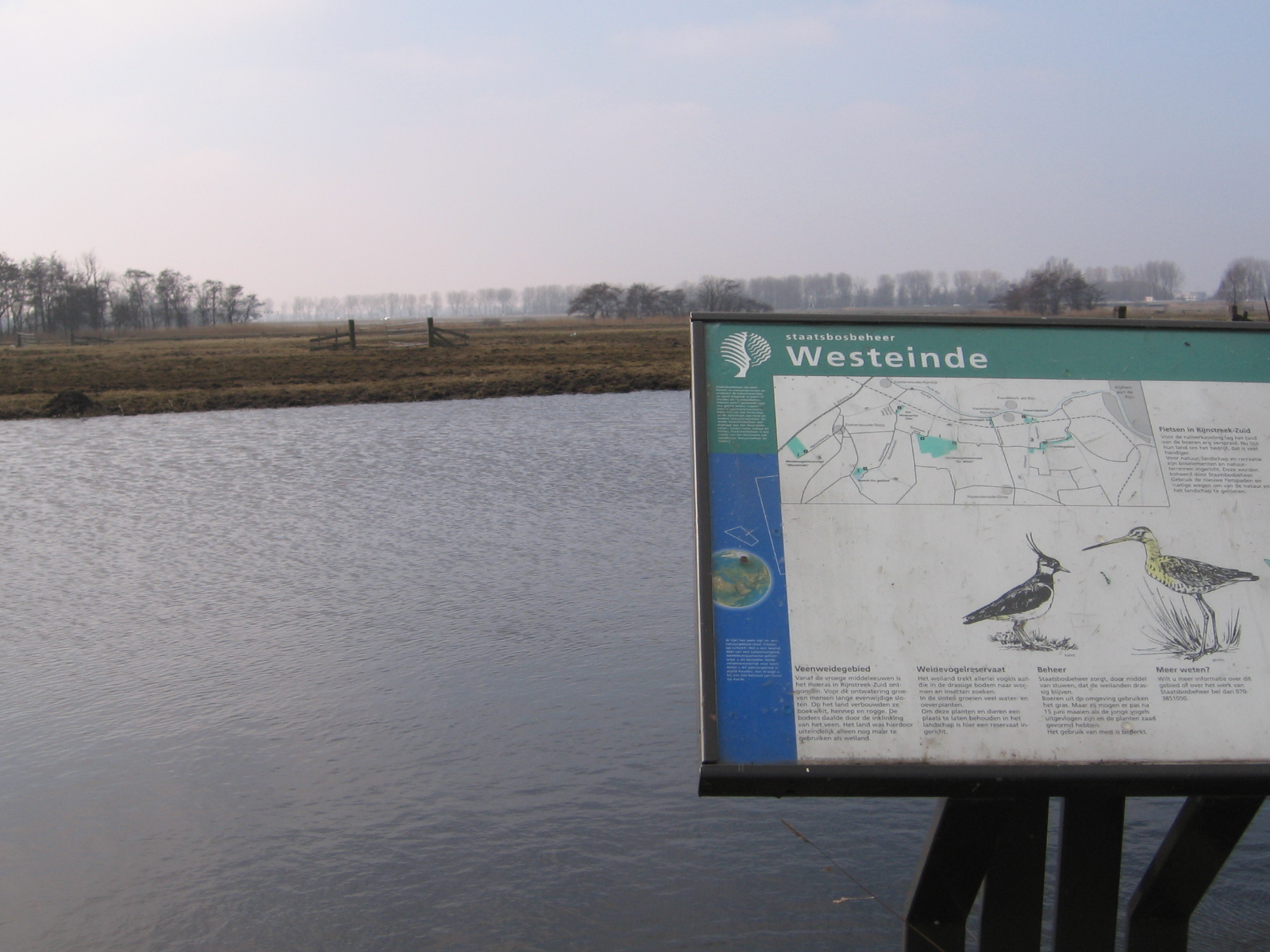
Informatiebord en uitzicht
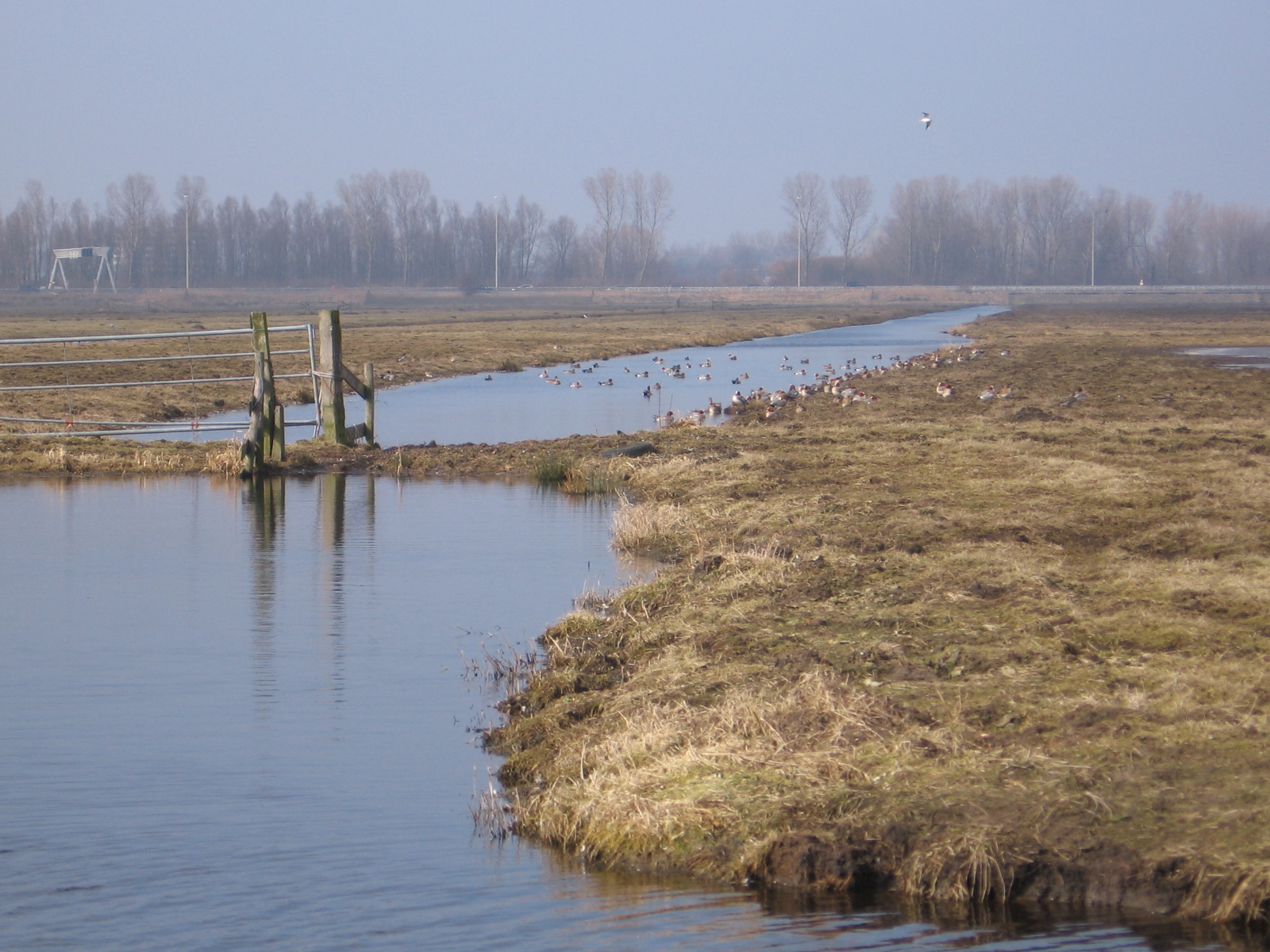
Drassige weidegronden met de A4 op de achtergrond
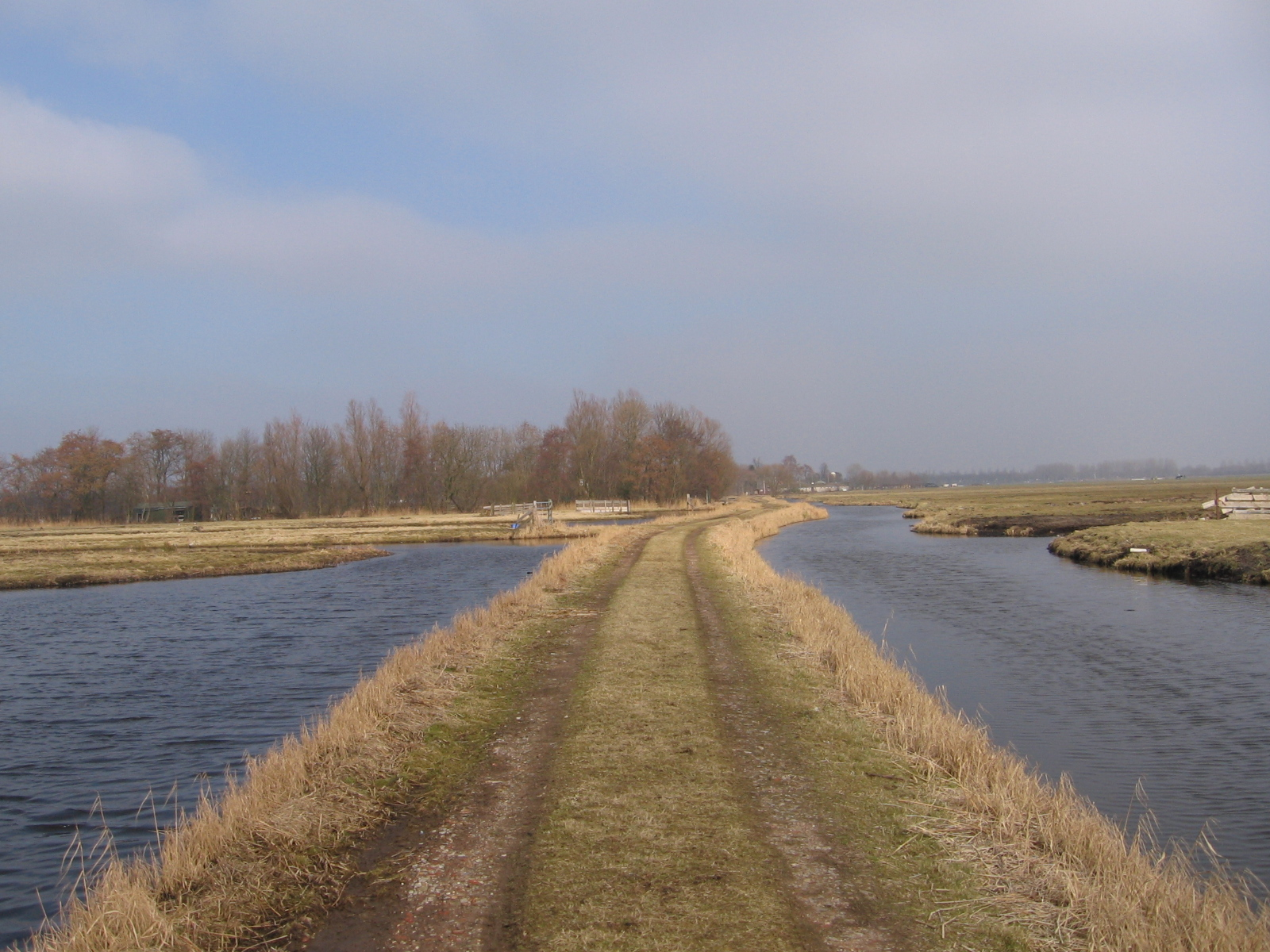
Wandelgebied